# Дом купца Андреева
Дом купца Андреева — историческое здание в Луге, Ленинградская область. Расположено по адресу: улица Кирова, 71. Построено в конце XIX века. Является выявленным памятником архитектуры.

## История и архитектура
Дом был сооружён в 1890-х годах и принадлежал Леонтию Андрееву, купцу второй гильдии и владельцу лесопильного завода. Первоначально двухэтажное здание с угловым эркером считалось одним из лучших в Луге. Некоторые краеведы предполагают, что проект дома и последующих пристроек был составлен архитектором Владимиром Кондратьевым, ставшим впоследствии известным петербургским зодчим и работавшим в стиле эклектики и модерна. Кондратьев составил план застройки участка, который заверил 15 февраля 1899 года на его соответствие натуре. Хозяйский дом занял почти четверть площади двора. Широкая часть дома протянулась вдоль Покровской улицы, более узкая — вдоль Воскресенского переулка. Дом был обращен к перекрестку срезанным углом с козырьком над главным входом. К западному торцу дома по примыкали кладовые.
Главным художественным мотивом в отделке фасадов штукатуркой был выбран руст — «под шубу» на уровне первого этажа и гладкий в простенках второго этажа. В глубине двора Андреев поставил каменный ледник. Со стороны Покровской улицы купец разбил парк за высокой металлической оградой с парадными воротами на каменных столбах.
Кроме жилых комнат, в доме находился магазин «разных товаров» и ресторан.
После революции 1917 года дом был национализирован. Здесь располагалась редакция газеты «Вестник Лужского Совета», потом Лужский уездный музей, насчитывавший 1500 экспонатов. С 1927 года — исполком. Здание также было надстроено третьим этажом. Эркер при этом разобрали.
Во время Великой Отечественной войны дом пострадал от пожара, а после подвергался внутренним и внешним перестройкам. В советское время здание использовалось для размещения администрации Лужского района. С 1960-х годах в доме находился магазин «Детский мир».
По состоянию на начало XXI века в здании располагаются различные учреждения, ведомства и коммерческие организации. На фасаде здания установлена памятная табличка об освобождении Луги от немецких войск 12 февраля 1944 года.